# Saint-Germain-d'Anxure
Saint-Germain-d'Anxure är en kommun i departementet Mayenne i regionen Pays de la Loire i nordvästra Frankrike. Kommunen ligger i kantonen Mayenne-Ouest som tillhör arrondissementet Mayenne. År 2022 hade Saint-Germain-d'Anxure 365 invånare.

## Befolkningsutveckling
Antalet invånare i kommunen Saint-Germain-d'Anxure
| Referens: INSEE |